# 2013 en astronautique
Chronologie de l'astronautique
- 2009
- 2010
- 2011
- 2012
- 2013
- 2014
- 2015
- 2016
- 2017

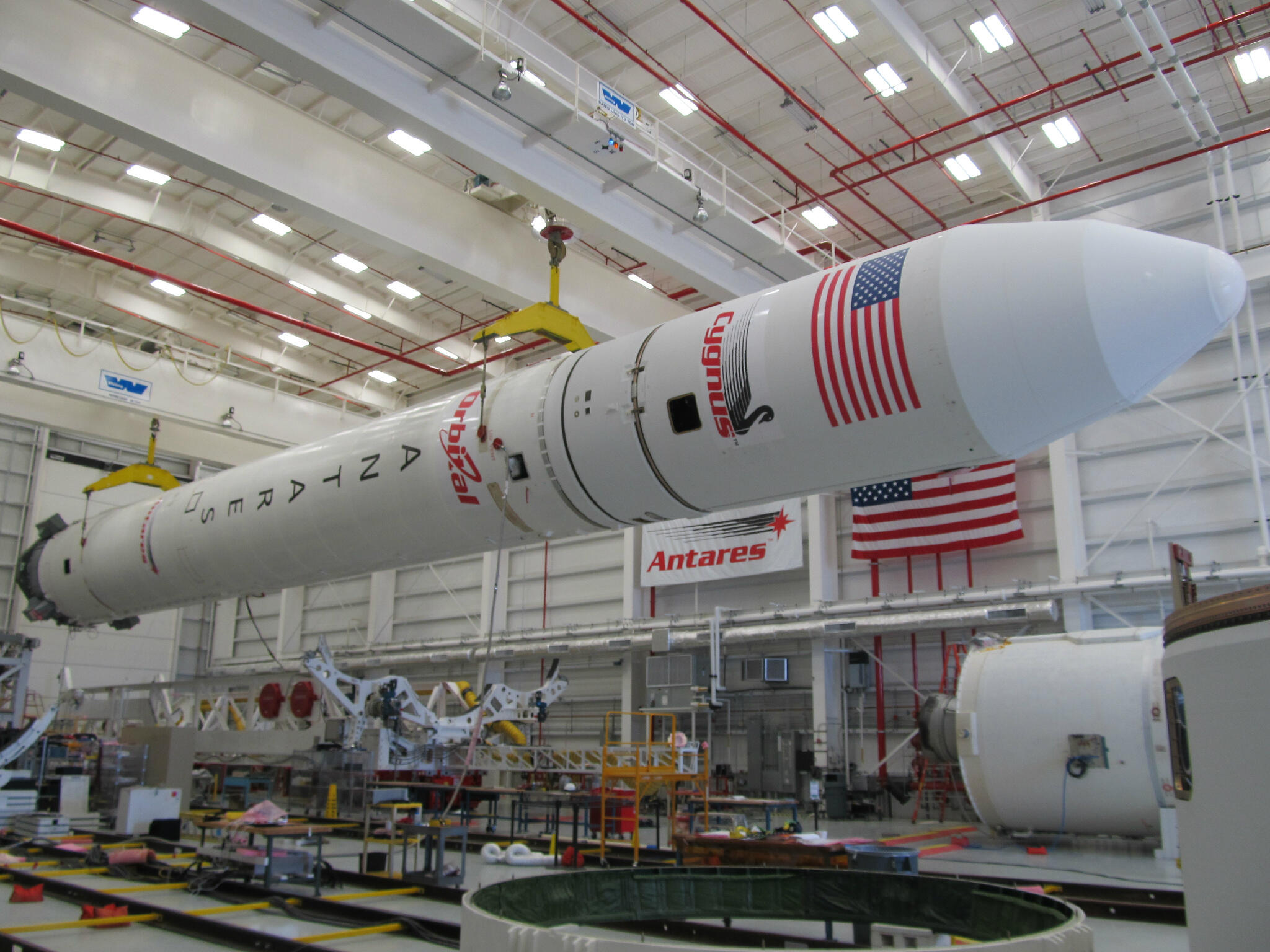
La fusée Antares a été lancée pour la première fois en avril.

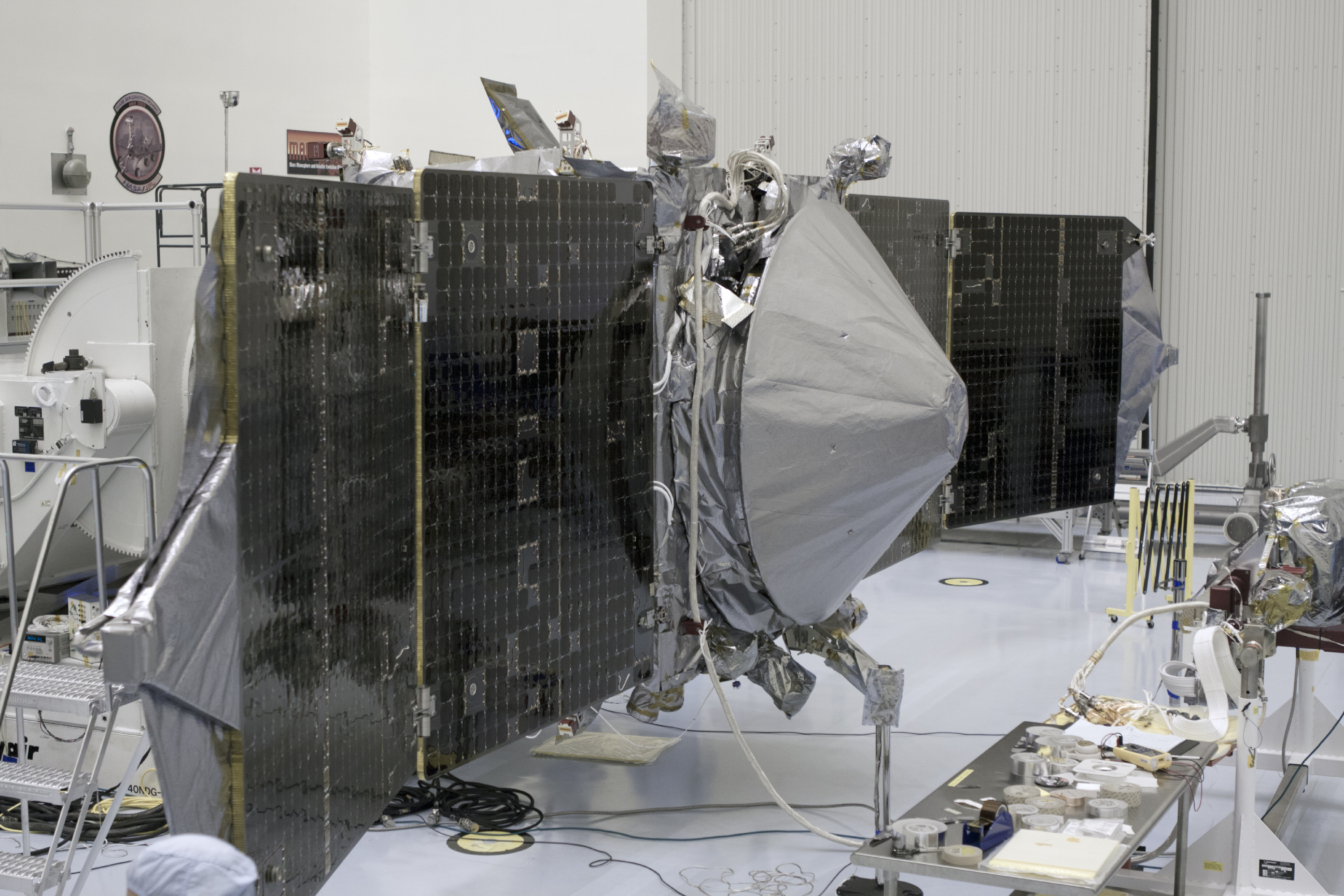
L'orbiteur martien MAVEN.

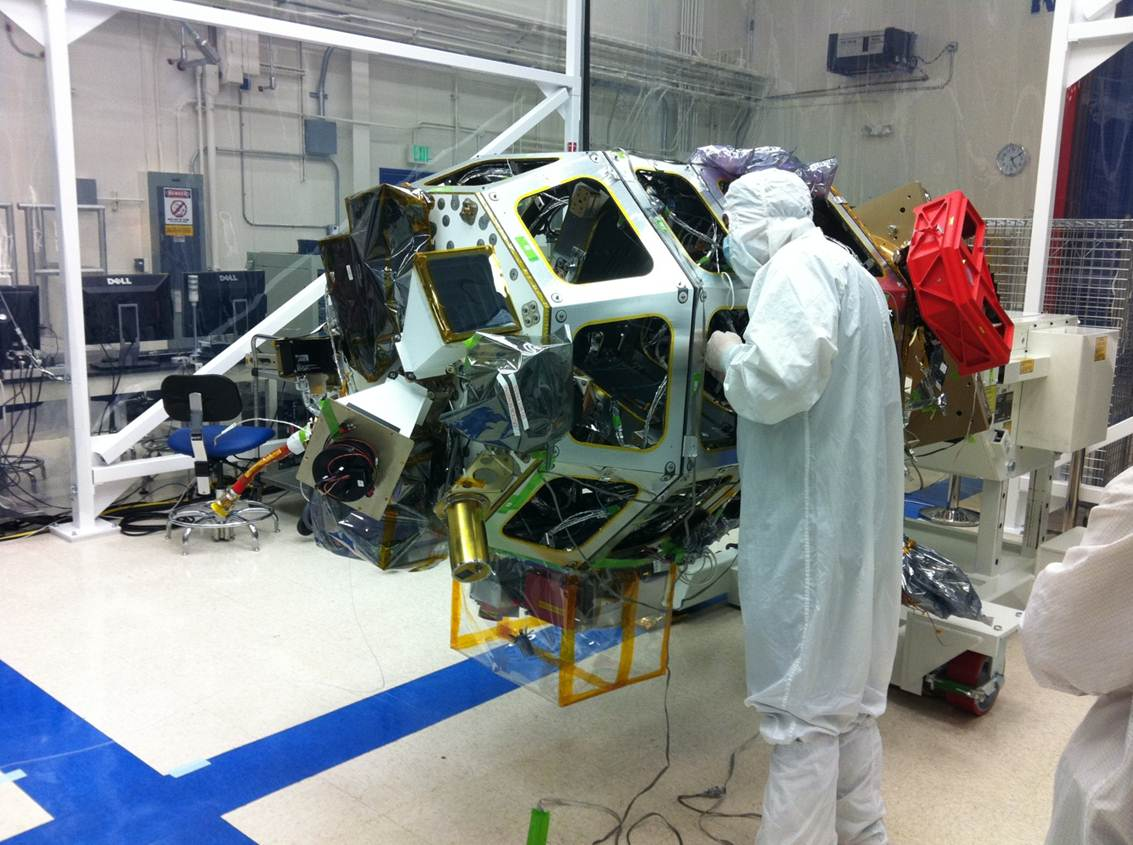
La sonde lunaire LADEE en cours d'assemblage.

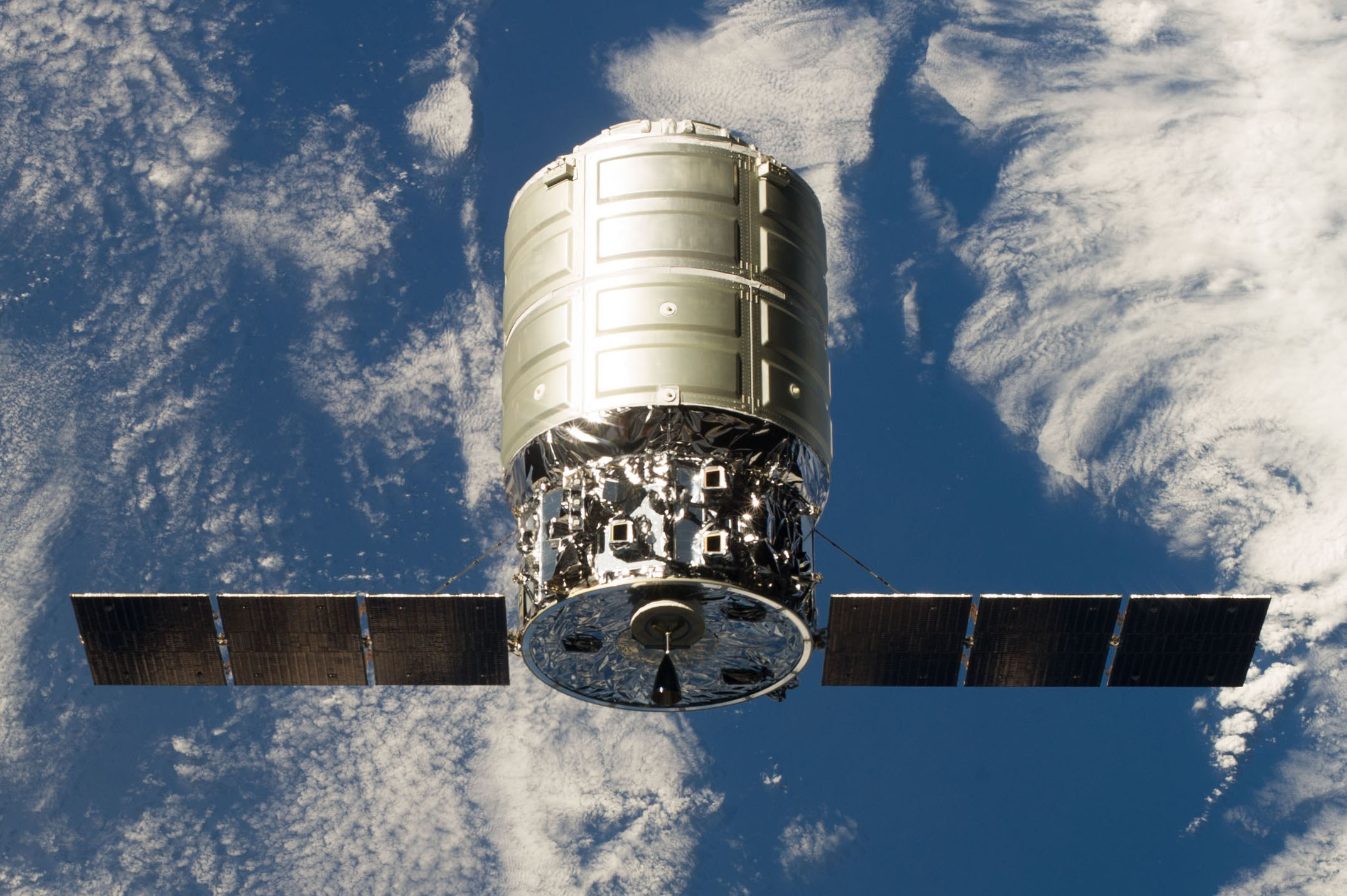
Le cargo spatial Cygnus a effectué son premier vol.

Cette page présente la chronologie des événements qui se sont produits durant l'année 2013 dans le domaine de l'astronautique.

## Les principaux événements en 2013

### Sondes interplanétaires
L'agence spatiale américaine, la NASA, a lancé en 2013 deux sondes spatiales interplanétaires. MAVEN  lancée le 18 novembre doit se placer en orbite autour de Mars fin septembre 2015. Cet orbiteur  doit étudier les caractéristiques de l'atmosphère de  cette planète et servir de relais de télécommunications pour les engins posés sur le sol de la planète. LADEE, lancée en septembre 2013, est un petit orbiteur lunaire qui doit étudier depuis fin novembre 2013 l'atmosphère (exosphère) et la poussière de la Lune. La Chine et l'Inde ont franchi une nouvelle étape dans la maitrise des techniques d'exploration spatiale. La Chine a placé en orbite Chang'e 3, qui a atterri   le 14 décembre sur le sol lunaire, dans la région de Mare Imbrium a libéré un rover de 120 kg . Celui-ci doit étudier la région durant 3 mois à l'aide de plusieurs instruments scientifiques. L'agence spatiale indienne a de son côté lancé le 5 nombre 2013 la sonde martienne Mars Orbiter Mission qui doit se placer en orbite autour de la planète rouge vers octobre 2015 pour étudier sa géologie et son climat.

### Satellites scientifiques
En 2013, l'Agence spatiale européenne (ESA) a lancé plusieurs missions scientifiques. La mission d'astrométrie Gaia, lancée le 19 décembre, doit déterminer les caractéristiques et la position d'un milliard d'étoiles et d'autres objets célestes (galaxies, astéroïdes) avec une précision inégalée dans le cadre d'une mission de 5 ans. SWARM placé en orbite le 22 novembre, comprend trois micro-satellites chargés d'étudier le champ magnétique terrestre. La NASA de son côté a lancé le 28 juin le petit télescope spatial IRIS qui doit observer les émissions du Soleil en ultraviolet proche et lointain avec comme objectif de réaliser une modélisation tridimensionnelle des échanges de masse et d'énergie dans la chromosphère et la couronne solaire. SARAL placé en orbite le 25 février est un petit satellite franco-indien destiné à étudier la circulation océanique.   Enfin le Japon a également lancé cette année le petit télescope spatial SPRINT-A qui doit étudier dans l'ultraviolet extrême les atmosphères des planètes et satellites du système solaire qui en sont pourvus.

### Missions spatiales habitées
Le vaisseau cargo spatial Cygnus, développé par la société Orbital Sciences dans le cadre du programme COTS de la NASA, a effectué son premier vol en 2013. Lancé par la fusée Antares de la même société, il sera utilisé pour ravitailler l'ISS en fret (nourriture, gaz, carburant, pièces détachées).

### Lanceurs
Plusieurs lanceurs ont volé pour la première fois en 2013 :
- Le lanceur léger à propergol solide japonais Epsilon, successeur du lanceur M-V, a effectué son premier vol le 14 septembre.
- Le lanceur sud-coréen KSLV, reposant sur un premier étage du lanceur russe Angara et un second étage sud-coréen, a placé pour la première fois en orbite sa charge utile le 30 janvier 2013 après deux années échecs les années précédentes.
- Le lanceur américain Antares (5 à 6 tonnes en orbite basse) qui doit être utilisé pour le ravitaillement de la station spatiale internationale dans le cadre du programme COTS, a effectué son premier vol le 21 avril. Il comprend un premier étage développé en Ukraine et en Russie propulsé par deux moteurs NK-33 et un étage à propergol solide Castor.
- Le lanceur léger  à propergol solide chinois Kuaizhou a effectué son premier vol le 25 septembre 2013.
- Une version beaucoup plus puissante de la fusée Falcon 9, la V1.1, a réussi son premier vol le 29 septembre.
- Le lanceur léger russe Soyouz 2.1v (ex Soyouz-1), version de la fusée Soyouz dépourvue d'accélérateurs latéraux et propulsée par un moteur NK-33 a effectué son premier vol fin décembre.

### Autres satellites
Le petit satellite européen PROBA-V, mis en orbite le 7 mai, emporte une version allégée de l'instrument VEGETATION installé sur les  satellites Spot 4 et 5 ainsi que plusieurs autres démonstrateurs technologiques.

### Autres événements
Deux lancements ont été des échecs :
- Le 2 juillet, une fusée russe Proton-M est lancée du cosmodrome de Baïkonour. Immédiatement après avoir quitté le sol, le lanceur commence à dévier de sa trajectoire verticale puis  s'écrase 32 secondes après avoir quitté le sol à environ 1-2 km de la zone de lancement sans faire  de victimes.
- Le 9 décembre le troisième étage d'une fusée chinoise Longue Marche 4B qui devait mettre en orbite le satellite sino-brésilien CBERS-3 s'éteint trop tôt et sa charge utile retombe sur Terre.

## Chronologie des lancements
Mis à jour le 21 décembre 2013.

### Janvier
| Date       | Lanceur         | Base de lancement | Type                   | Charge utile                | Notes                                                            |
| 15 janvier | Rokot / Briz-KM | Plessetsk         | Orbite basse           | Strela × 3                  | Télécommunications.                                              |
| 27 janvier | H-IIA 204       | Tanegashima       | Orbite basse           | IGS-radar 4, IGS-optique 5V | Satellites de reconnaissance                                     |
| 30 janvier | Naro-1          | Naro              | Orbite basse           | KARI                        | Satellite technologique                                          |
| 31 janvier | Atlas V 401     | Cap Canaveral     | Orbite géostationnaire | TDRS-K                      | Satellite de télécommunications de la NASA - relais orbite basse |

### Février
| Date        | Lanceur      | Base de lancement | Type                   | Charge utile                        | Notes |
| 1er février | Zenit-3SL    | Ocean Odyssey     | Orbite géostationnaire | Intelsat 27                         | satellite de télécommunications. Échec du lancement à la suite d'une défaillance du 1er étage 40 secondes après le lancement. |
| 6 février   | Soyouz-FG    | Baïkonour         | Orbite basse           | Globalstar-2 × 6                    | Satellites de télécommunications                                                                                              |
| 7 février   | Ariane 5 ECA | Kourou            | Orbite géostationnaire | Azerspace-1/Africasat-1a Amazonas 3 | Satellites de télécommunications                                                                                              |
| 11 février  | Atlas V 401  | Vandenberg        | Orbite héliosynchrone  | Landsat-DCM                         | Satellite de télédétection |
| 11 février  | Soyouz       | Baïkonour         | Orbite basse           | Progress M-18M                      | Ravitaillement de la station spatiale internationale                                                                          |
| 25 février  | PSLV-CA      | Satish Dhawan     | Orbite basse           | SARAL + microsatellites             | Observation de la Terre |

### Mars
| Date     | Lanceur                    | Base de lancement | Type                   | Charge utile   | Notes                                                                                  |
| 1er mars | Falcon 9 v1.0              | Cap Canaveral     | Orbite basse           | CRS-SpX2       | Ravitaillement de la station spatiale                                                  |
| 19 mars  | Atlas V 401                | Cap Canaveral     | Orbite géostationnaire | SBIRS-GEO 2    | Satellite d'alerte avancée militaire                                                   |
| 26 mars  | Proton-M / Briz-M Enhanced | Baïkonour         | Orbite géostationnaire | Satmex 8       | Satellite de télécommunications                                                        |
| 28 mars  | Soyouz-FG                  | Baïkonour         | Orbite basse           | Soyouz TMA-08M | Relève équipage de la station spatiale internationale de l'Expédition 35/Expédition 36 |

### Avril
| Date     | Lanceur                    | Base de lancement | Type                   | Charge utile           | Notes                                                                         |
| 15 avril | Proton-M / Briz-M Enhanced | Baïkonour         | Orbite géostationnaire | Anik-G1                | Télécommunications                                                            |
| 19 avril | Soyouz 2.1a                | Baïkonour         | Orbite basse           | Bion-M 1               | Sciences biologiques                                                          |
| 21 avril | Antares 110                | MARS              | Orbite basse           | Drapeau des États-Unis | Premier tir du lanceur du programme COTS avec une maquette du vaisseau Cygnus |
| 24 avril | Soyouz-U                   | Baïkonour         | Orbite basse           | Progress M-19M         | Ravitaillement de la station spatiale internationale                          |
| 26 avril | Longue Marche 2D           | Jiuquan           | Orbite basse           | Gaofen 1               | Observation de la Terre                                                       |
| 26 avril | Soyouz / Fregat            | Baïkonour         | Orbite moyenne         | Glonass M              | Navigation                                                                    |

### Mai
| Date    | Lanceur            | Base de lancement | Type                   | Charge utile            | Notes                                                                                  |
| 1er mai | Longue Marche 3B/E | Xichang           | Orbite géostationnaire | Chinasat 11             | Satellite de télécommunications                                                        |
| 7 mai   | Vega               | Kourou            | Orbite Halo            | Proba V, nanosatellites | Observation de la Terre                                                                |
| 14 mai  | Proton-M / Briz-M  | Baïkonour         | Orbite géostationnaire | Eutelsat-3D             | Télécommunications.                                                                    |
| 15 mai  | Atlas V 401        | Cap Canaveral     | Orbite moyenne         | GPS IIF-4               | Satellite de navigation                                                                |
| 25 mai  | Delta IV-M+ (5,4)  | Cap Canaveral     | Orbite géostationnaire | WGS-5                   | Satellite de télécommunications militaire                                              |
| 28 mai  | Soyouz-FG          | Baïkonour         | Orbite basse           | Soyouz TMA-09M          | Relève équipage de la station spatiale internationale de l'Expédition 36/Expédition 37 |

### Juin
| Date    | Lanceur            | Base de lancement           | Type                   | Charge utile        | Notes                                                         |
| 3 juin  | Proton-M / Briz-M  | Baïkonour                   | Orbite géostationnaire | SES-6               | Télécommunications.                                           |
| 5 juin  | Ariane 5 ES        | Kourou                      | Orbite basse           | ATV Albert Einstein | Cargo ravitaillement de la station spatiale internationale    |
| 7 juin  | Soyouz 2.1b        | Baïkonour                   | Orbite basse           | Persona             | Satellite de reconnaissance optique                           |
| 11 juin | Longue Marche 2F   | Jiuquan                     | Orbite basse           | Shenzhou 10         | Deuxième mission habitée vers la station spatiale Tiangong-1. |
| 25 juin | Soyouz / Fregat MT | Kourou                      | Orbite moyenne         | O3b × 4             | Télécommunications,.                                          |
| 25 juin | Soyouz 2.1b        | Baïkonour                   | Orbite basse           | Resours-P 1         | Satellite de télédétection                                    |
| 27 juin | Pegasus-XL         | L-1011 Stargazer Vandenberg | orbite héliosynchrone  | IRIS                | Petit télescope ultraviolet de la NASA.                       |
| 27 juin | Strela             | Baïkonour                   | Orbite basse           | Kondor-E            | Imagerie radar.                                               |

### Juillet
| Date        | Lanceur                 | Base de lancement | Type                   | Charge utile                    | Notes                                                                  |
| 1er juillet | PSLV-CA                 | Satish Dhawan     | Orbite basse           | IRNSS-1                         | Satellite de navigation                                                |
| 2 juillet   | Proton-M / DM-03 avancé | Baïkonour         | Orbite moyenne         | Glonass M × 3                   | Satellite de navigation. Échec du lancement, la fusée s'écrase au sol. |
| 15 juillet  | Longue Marche 2C        | Jiuquan           | Orbite basse           | Shijan 11-05                    | Satellite technologique                                                |
| 19 juillet  | Atlas V 551             | Cap Canaveral     | orbite géosynchrone    | MUOS 2                          | Satellite de télécommunications militaire                              |
| 19 juillet  | Longue Marche 4C        | Taiyuan           | Orbite basse           | Shijan 15 Shiyan 7 Chuang Xin 3 | Satellites technologiques                                              |
| 25 juillet  | Ariane 5 ECA            | Kourou            | Orbite géostationnaire | Alphasat I-XL INSAT-3D          | Télécommunications (Alphasat), météorologie (INSAT)                    |
| 27 juillet  | Soyouz                  | Baïkonour         | Orbite basse           | Progress M-20M                  | Ravitaillement de la station spatiale internationale                   |

### Août
| Date    | Lanceur           | Base de lancement | Type                   | Charge utile             | Notes                                         |
| 3 août  | H-IIB             | Tanegashima       | Orbite basse           | HTV-4                    | Vaisseau cargo spatial automatique vers l'ISS |
| 8 août  | Delta IV-M+ (5,4) | Cap Canaveral     | Orbite géostationnaire | WGS-5                    | Satellite de télécommunications militaire     |
| 22 août | Dnepr-1           | Iasny             | Orbite basse           | KOMPSAT-5                | Télédétection radar                           |
| 28 août | Delta IV-H        | Vandenberg        | Orbite basse           | NRO L-65                 | Satellite de reconnaissance optique           |
| 29 août | Ariane 5 ECA      | Kourou            | Orbite géostationnaire | Eutelsat 25B GSAT-7 (en) | Télécommunications                            |
| 31 août | Zenit-3SLB        | Baïkonour         | Orbite géostationnaire | AMOS-4                   | Télécommunications                            |

### Septembre
| Date          | Lanceur           | Base de lancement | Type                   | Charge utile                 | Notes                                                                                  |
| 1er septembre | Longue Marche 4C  | Jiuquan           | Orbite basse           | Yaogan 17A, 17B, 17C         | Écoute électronique                                                                    |
| 7 septembre   | Minotaur-V        | MARS              | Orbite lunaire         | LADEE                        | Orbiteur lunaire                                                                       |
| 11 septembre  | Rokot / Briz-KM   | Plessetsk         | Orbite basse           | Gonets M × 3                 | Télécommunications.                                                                    |
| 14 septembre  | Epsilon           | Uchinoura         | Orbite basse           | SPRINT-A                     | Astronomie. Premier vol de la fusée légère Epsilon successeur des M-V                  |
| 18 septembre  | Antares 110       | MARS              | Orbite basse           | Cygnus 1                     | Premier vol du cargo spatial Cygnus                                                    |
| 18 septembre  | Atlas V 531       | Cap Canaveral     | orbite géosynchrone    | AEHF-3                       | Satellite de télécommunications militaire                                              |
| 23 septembre  | Longue Marche 4C  | Taiyuan           | Orbite basse           | Fengyun 3C                   | Satellite météorologique                                                               |
| 25 septembre  | Kuaizhou          | Jiuquan           | Orbite basse           | Kuaizhou-1                   | Satellite d'imagerie ; premier vol du lanceur Kuaizhou                                 |
| 25 septembre  | Soyouz-FG         | Baïkonour         | Orbite basse           | Soyouz TMA-10M               | Relève équipage de la station spatiale internationale de l'Expédition 37/Expédition 38 |
| 29 septembre  | Falcon 9 v1.1     | Vandenberg        | Orbite basse           | CASSIOPE et 2 nanosatellites | Sciences et télécommunications. Premier vol de la version V1.1                         |
| 29 septembre  | Proton-M / Briz-M | Baïkonour         | Orbite géostationnaire | Astra 2E                     | Télécommunications.                                                                    |

### Octobre
| Date       | Lanceur           | Base de lancement | Type                   | Charge utile | Notes                       |
| 25 octobre | Longue Marche 4B  | Jiuquan           | Orbite basse           | Shijan 16    | Satellite technologique     |
| 25 octobre | Proton-M / Briz-M | Baïkonour         | Orbite géostationnaire | Sirius FM-6  | Télécommunications.         |
| 29 octobre | Longue Marche 2C  | Taiyuan           | Orbite basse           | Yaogan 18    | Satellite de reconnaissance |

### Novembre
| Date        | Lanceur           | Base de lancement | Type                   | Charge utile         | Notes                                                                                  |
| 5 novembre  | PSLV-CA           | Satish Dhawan     | Orbite martienne       | Mars Orbiter Mission | Sonde spatiale martienne                                                               |
| 7 novembre  | Soyouz-FG         | Baïkonour         | Orbite basse           | Soyouz TMA-11M       | Relève équipage de la station spatiale internationale de l'Expédition 38/Expédition 39 |
| 11 novembre | Proton-M / Briz-M | Baïkonour         | Orbite géostationnaire | Raduga-1M 3          | Télécommunications.                                                                    |
| 18 novembre | Atlas V 401       | Cap Canaveral     | orbite martienne       | MAVEN                | Étude de l'atmosphère de la planète Mars                                               |
| 20 novembre | Minotaur-I        | MARS              | Orbite basse           | STPSat 3             | Satellite technologique militaire                                                      |
| 20 novembre | Longue Marche 4C  | Taiyuan           | Orbite basse           | Yaogan 19            | Satellite de reconnaissance                                                            |
| 21 novembre | Dnepr-1           | Iasny             | Orbite basse           | Nanosatellites       | Technologie                                                                            |
| 22 novembre | Rokot / Briz-KM   | Plessetsk         | Orbite basse           | SWARM × 3            | Étude de la magnétosphère.                                                             |
| 25 novembre | Longue Marche 2D  | Jiuquan           | Orbite basse           | Shiyan Weixing 5     | Satellite technologique                                                                |
| 25 novembre | Soyouz            | Baïkonour         | Orbite basse           | Progress M-21M       | Ravitaillement de la station spatiale internationale                                   |

### Décembre
| Date         | Lanceur             | Base de lancement | Type                   | Charge utile   | Notes                                                                 |
| 1er décembre | Longue Marche 3B    | Xichang           | Orbite lunaire         | Chang'e 3      | Rover lunaire                                                         |
| 3 décembre   | Falcon 9 v1.1       | Cap Canaveral     | Orbite géostationnaire | SES-8          | Satellite de télécommunications, premier vol commercial               |
| 6 décembre   | Atlas V 501         | Vandenberg        | Orbite basse           | NRO L-39-DCM   | Satellite de reconnaissance                                           |
| 8 décembre   | Proton-M / Briz-M   | Baïkonour         | Orbite géostationnaire | Inmarsat 5-F-1 | Télécommunications.                                                   |
| 9 décembre   | Longue Marche 4B    | Taiyuan           | Orbite héliosynchrone  | CBERS-3        | Satellite d'observation de la Terre. Échec suite défaillance 3e étage |
| 19 décembre  | Soyouz-STB / Fregat | Kourou            | Point de Lagrange L2   | Gaia           | Astrométrie                                                           |
| 20 décembre  | Longue Marche 3B/E  | Xichang           | Orbite géostationnaire | Túpac Katari 1 | Satellite de télécommunications                                       |
| 25 décembre  | Rokot / Briz-KM     | Plessetsk         | Orbite basse           | Strela 3M      | Télécommunications                                                    |
| 26 décembre  | Proton-M / Briz-M   | Baïkonour         | Orbite géostationnaire | Ekspress AM-5  | Télécommunications                                                    |
| 28 décembre  | Soyouz 2.1v / Volga | Plessetsk         | Orbite basse           | Aist 1         | Technologie. Premier vol de cette version du lanceur Soyouz           |

## Vol orbitaux

### Par pays
| Pays          | Lancements | Succès | Échecs | Échecs partiels | Remarques |
| ------------- | ---------- | ------ | ------ | --------------- | --------- |
| Chine         | 15         | 14     | 1      | 0               |           |
| Corée du Sud  | 1          | 1      | 0      | 0               |           |
| États-Unis    | 19         | 19     | 0      | 0               |           |
| Europe        | 5          | 5      | 0      | 0               |           |
| Inde          | 3          | 3      | 0      | 0               |           |
| International | 0          | 0      | 0      | 0               |           |
| Japon         | 3          | 3      | 0      | 0               |           |
| Russie/CEI    | 35         | 32     | 2      | 1               |           |
| Total         | 81         | 77     | 3      | 1               |           |

### Par lanceur
| Lanceur                    | Pays                  | Lancements | Succès | Échecs | Échecs partiels | Remarques          |
| -------------------------- | --------------------- | ---------- | ------ | ------ | --------------- | ------------------ |
| Angara                     | Russie                | 1          | 1      | 0      | 0               |                    |
| Antares                    | États-Unis            | 2          | 2      | 0      | 0               | Vol inaugural      |
| Ariane 5ECA                | Europe                | 4          | 4      | 0      | 0               |                    |
| Atlas V                    | États-Unis            | 8          | 8      | 0      | 0               |                    |
| Delta IV                   | États-Unis            | 3          | 3      | 0      | 0               |                    |
| Dnepr-1                    | Ukraine               | 2          | 2      | 0      | 0               |                    |
| Epsilon                    | Japon                 | 1          | 1      | 0      | 0               | Vol inaugural      |
| Falcon 9                   | États-Unis            | 3          | 3      | 0      | 0               |                    |
| H-IIA                      | Japon                 | 1          | 1      | 0      | 0               |                    |
| H-IIB                      | Japon                 | 1          | 1      | 0      | 0               |                    |
| Kuaizhou                   | Chine                 | 1          | 1      | 0      | 0               |                    |
| Longue Marche 2            | Chine                 | 5          | 5      | 0      | 0               |                    |
| Longue Marche 3            | Chine                 | 3          | 3      | 0      | 0               |                    |
| Longue Marche 4            | Chine                 | 6          | 5      | 1      | 0               |                    |
| Minautor I                 | États-Unis            | 1          | 1      | 0      | 0               |                    |
| Minautor IV                | États-Unis            | 1          | 1      | 0      | 0               |                    |
| Naro-1                     | Corée du Sud / Russie | 1          | 1      | 0      | 0               | Premier vol réussi |
| Proton                     | Russie                | 9          | 8      | 1      | 0               |                    |
| PSLV                       | Inde                  | 3          | 3      | 0      | 0               |                    |
| Soyouz                     | Russie                | 16         | 16     | 0      | 0               |                    |
| UR-100N (Strela ou Rockot) | Russie                | 5          | 4      | 0      | 1               |                    |
| Vega                       | Europe                | 1          | 1      | 0      | 0               |                    |
| Zenit                      | Ukraine               | 2          | 1      | 1      | 0               |                    |

### Par type d'orbite
| Orbite                 | Lancements | Succès | Échecs | Atteints par accident |
| ---------------------- | ---------- | ------ | ------ | --------------------- |
| Basse                  | 46         | 44     | 1      | 1                     |
| Moyenne                | 5          | 4      | 1      | 0                     |
| Géosynchrone/transfert | 23         | 22     | 1      | 0                     |
| Haute                  | 3          | 3      | 0      | 0                     |
| Héliocentrique         | 1          | 1      | 0      | 0                     |

## Survols et contacts planétaires
Mis à jour le 26 décembre 2013.
| Date         | Sonde spatiale | Événement                                        | Remarque               |
| ------------ | -------------- | ------------------------------------------------ | ---------------------- |
| 16 février   | Cassini        | 89e survol de Titan                              | Distance de 1 978 km   |
| 9 mars       | Cassini        | 5e survol de Rhéa                                | Distance de 997 km     |
| 5 avril      | Cassini        | 90e survol de Titan                              | Distance de 1 400 km   |
| 12 avril     | Cassini        | survol de Pollux                                 | Distance de 115 000 km |
| 23 mai       | Cassini        | 91e survol de Titan                              | Distance de 970 km     |
| 10 juillet   | Cassini        | 92e survol de Titan                              | Distance de 964 km     |
| 26 juillet   | Cassini        | 93e survol de Titan                              | Distance de 1 400 km   |
| 7 septembre  | LADEE          | Insertion en orbite lunaire                      |                        |
| 12 septembre | Cassini        | 94e survol de Titan                              | Distance de 1 400 km   |
| 13 octobre   | Cassini        | 95e survol de Titan                              | Distance de 961 km     |
| 17 octobre   | Juno           | survol de la Terre (assistance gravitationnelle) |                        |
| 30 novembre  | Cassini        | 97e survol de Titan                              | Distance de 870 km     |
| 6 décembre   | Chang'e 3      | Insertion sur une orbite lunaire                 |                        |
| 14 décembre  | Chang'e 3      | se pose sur le sol lunaire dans Sinus Iridum     |                        |

## Sorties extra-véhiculaires
- 19 avril : Pavel Vinogradov et Roman Romanenko installent l'expérience Obstanovka sur les ondes de plasma et l'ionosphère à l'extérieur du module Zvezda, remplacent un rétroreflecteur utilisé durant l'amarrage de l'ATV. L'expérience Vinoslivost qui avait été récupérée durant la sortie est lachée accidentellement par le cosmonaute et est perdue.
- 11 mai : Christopher Cassidy et Thomas Marshburn remplacent une pompe du circuit de refroidissement (5 h 30 min).
- 24 juin : Fiodor Iourtchikhine et Alexandre Missourkine remplacent un régulateur de flux du module Zarya, testent le système de rendez-vous automatique Kours, installent une expérience et photographient le revêtement externe du module pour y détecter des traces de perforation par le smicrométéorites (6 h 34 min).
- 9 juillet : Christopher Cassidy et Luca Parmitano remplacent une émetteur/récepteur, retirent deux expériences, placent deux câbles électriques pour le nouveau module russe MLM et installent un revetement isolant pour protéger l'interface d'amarrage de PMA-2 (6 h 7 min).
- 16 juillet : Christopher Cassidy et Luca Parmitano interrompent leur sortie après une défaillance du scaphandre de Luca  (1 h 32 min).
- 16 aout : Fiodor Iourtchikhine et Alexandre Missourkine modifient le câblage électrique et d’Ethernet pour l'amarrage du module Nauka(7 h 29 min).
- 22 aout : Fiodor Iourtchikhine et Alexandre Missourkine démontent un système de communication laser et installent une station de travail pour les sorties extravéhiculaires et une plateforme pour le pointage de caméra, inspectent et renforcent  plusieurs antennes sur Zvezda et installent de nouveaux points d'attache pour les sorties (5 h 58 min).
- 9 novembre : Oleg Kotov et Serguei Riazanski  sortent avec la torche   des jeux olympiques de Sotchi puis continuent les travaux sur la station de travail externe et la plateforme de la caméra  (5 h 50 min).
- 21 décembre : Richard Mastracchio et Michael Hopkins démontent des conduits d'ammoniac du système de régulation thermique ainsi que la pompe du circuit (5 h 28 min).
- 24 décembre : Richard Mastracchio et Michael Hopkins installent une pompe de rechange sur le  système de régulation thermique  (7 h 30 min).